# Borislaw Borissow
Borislaw Konstantinow Borissow (bulgarisch Борислав Константинов Борисов; * 12. November 1954) ist ein ehemaliger bulgarischer Kanute.

## Erfolge
Borislaw Borissow nahm an zwei Olympischen Spielen teil. Bei seinem Olympiadebüt 1976 in Montreal gehörte er mit Lasar Christow zum bulgarischen Aufgebot im Zweier-Kajak, mit dem er über 500 Meter im Halbfinale ausschied. Auf der 1000-Meter-Strecke erreichten sie dagegen nach einem dritten Platz im Vorlauf und einem Sieg im Halbfinale den Endlauf. Diesen schlossen die Bulgaren nach 3:37,30 Minuten auf dem neunten und damit letzten Platz ab.
Vier Jahre darauf startete Borissow bei den Olympischen Spielen 1980 in Moskau im Vierer-Kajak über die 1000-Meter-Distanz. In den Vorläufen verpasste die Mannschaft, zu der neben Borissow noch Boschidar Milenkow, Lasar Christow und Iwan Manew gehörten, als Fünfte die direkte Finalqualifikation und musste daher nochmals im Halbfinale antreten. Dort gelang es ihnen als drittplatzierte Mannschaft, sich den letzten freien Startplatz im Endlauf zu sichern. Im Rennen um die Medaillen überquerten sie schließlich nach 3:15,46 Minuten als drittes Boot die Ziellinie, hinter den siegreichen Kanuten aus der DDR und nur eine Zehntelsekunde hinter den Rumänen, sodass sie die Bronzemedaille gewannen.